# Hotel Boat & Co
Hotel Boat & Co, ook wel Revaleiland 500 genoemd, is een hotel op het Revaleiland in de wijk Houthaven in Amsterdam-West.

## Geschiedenis
Het Revaleiland is een kunstmatig eiland dat kort na 2010 in de uit 1876 daterende Houthaven werd opgespoten. Van 2017 tot 2019 werd er op deze plek gebouwd aan een hotel van de firma Boat & Co, een vernoeming naar Boot & Co een houthandel die hier gevestigd was in de tijd dat de buurt daadwerkelijk nog een houthaven was. Het hotel met 84 bedden, "laagdrempelige horecavoorzieningen" en een parkeergarage opende op 4 oktober 2019 zijn deuren.

## Architectuur
Het ontwerp van het hotel is van de Berlijnse architect Hans Kollhoff (in samenwerking met Alexander Pols). Kollhoff & Pols ontwierpen een gebouw dat geïnspireerd is op de Amsterdamse School, een bouwstijl die binnen het beeldkwaliteitsplan van het Revaleiland als thema gold.
Het hotel heeft een bijna vierkante plattegrond, waarvan een deel onbebouwd bleef, waardoor een U-vorm ontstond, die met de open zijde naar het water is gericht. Kollhoff ontwierp een symmetrisch gebouw, waarvan het middendeel bestaat uit een atrium met een grote glaswand als gevel. De overige gevels zijn grotendeels uit baksteen op een vrij hoge plint van Belgische hardsteen. De verticaal gestapelde erkers en de gemetselde pilasters lopen door tot aan de daklijst. De vier bouwlagen worden gedekt door zinken mansardedaken met spitsbogige dakkapellen, die moeten herinneren aan de Amsterdamse pakhuizen en/of industrie, maar eerder een postmodernistische vondst lijken. De baksteengevels en zinken daken en dakkapellen doen enigszins denken aan het gebouw Barcelona van Bruno Albert op het KNSM-eiland.
Niet iedereen kon het gebouw waarderen. De architectuurcriticus Jaap Huisman omschreef het in Het Parool als een fort of bastion, waarvan de voorkant naar het water is gericht en dat zich dus afkeert van de woonwijk. De website Gebouwd in Amsterdam van de Gemeente Amsterdam noemde het daarentegen "de kers op de taart van het nieuwe schiereilanden [sic] in de Houthaven" en beschreef het verder als een "feestelijk silhouet" met expressieve erkers en verticale ritmiek.

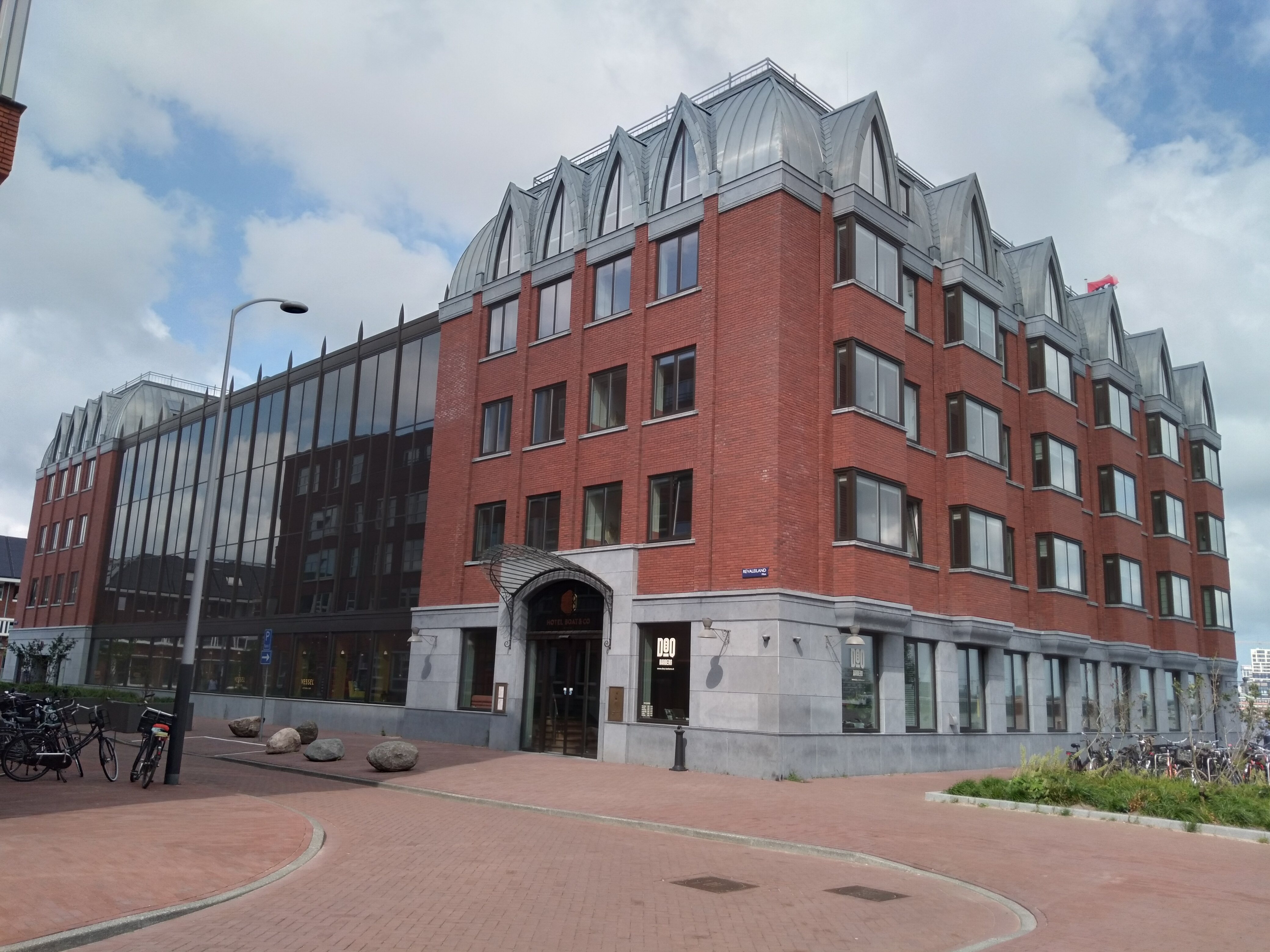
Revaleiland 500, straatkant
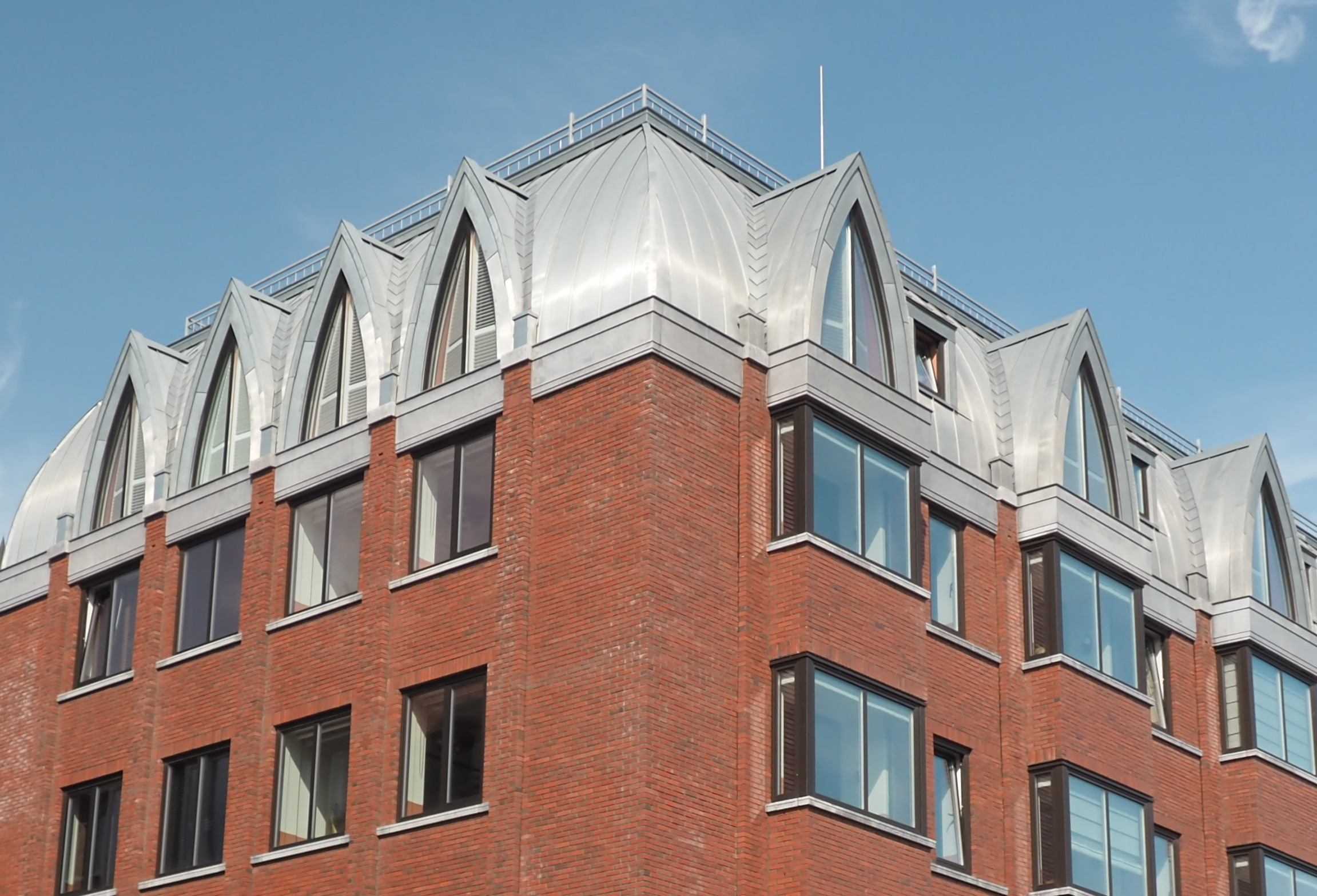
Detail gevels en daken
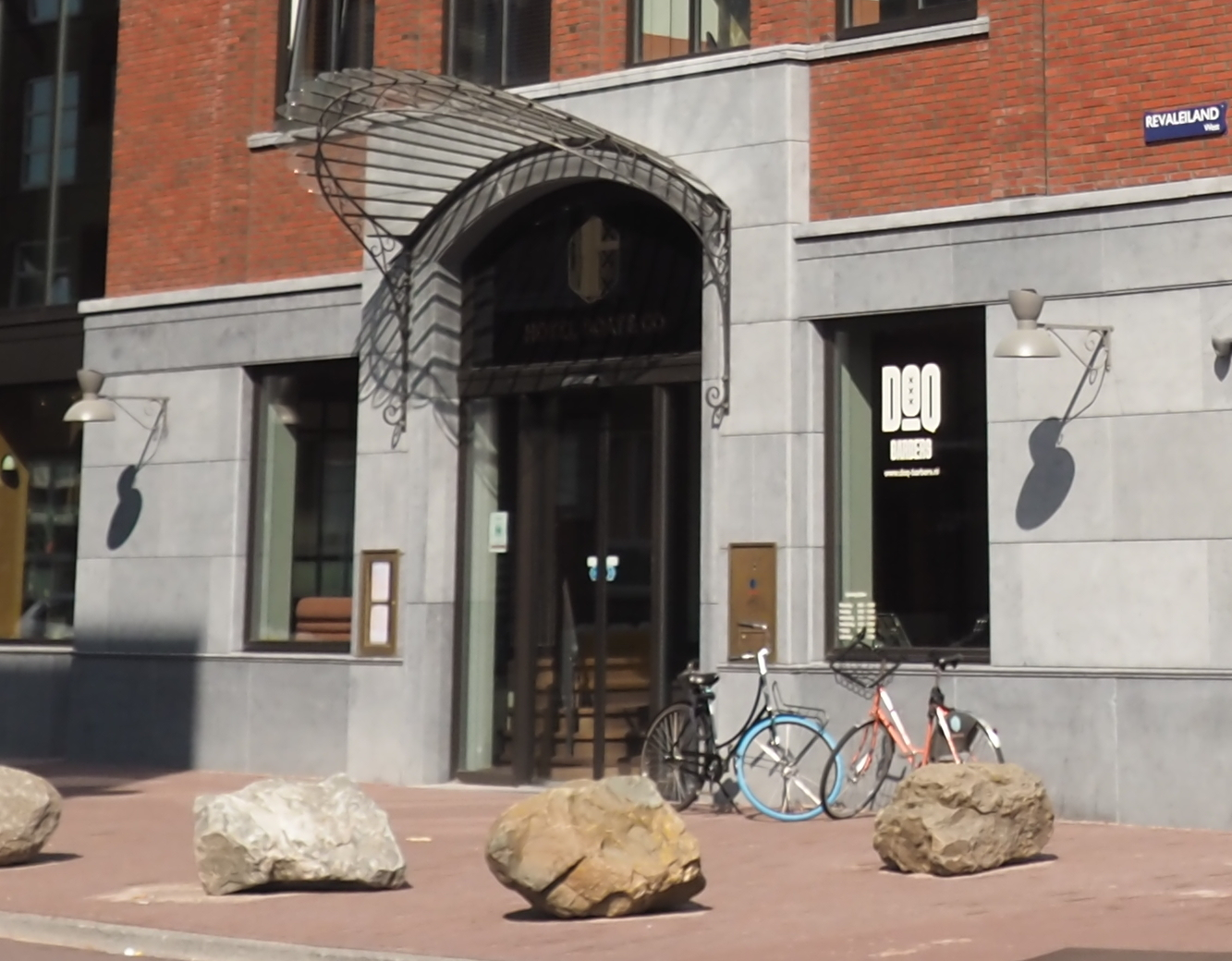
Detail entree